# Refinació del petroli
El refinat del petroli és la sèrie de processos industrials per mitjà dels quals el petroli cru es transforma en productes derivats comerciables, com ara la gasolina, el fuel, etc. Aquests processos es duen a terme en una refineria, i l'estructura de cada instal·lació ha de tenir en compte totes les diferents característiques del cru.

## Refineries
Una refineria ha d'estar concebuda per tractar una gamma prou àmplia de crus. No obstant això, existeixen refineries concebudes per tractar només un únic tipus de cru, però es tracta de casos particulars en què les reserves estimades d'aquest cru són conseqüents.
En efecte, en funció de l'objectiu fixat i el lloc en què es troba la refineria, a més de la naturalesa dels crus tractats, l'estructura de la refineria pot ser diferent. De la mateixa manera, en funció de les necessitats locals, la refineria pot ser molt simple o molt complexa. Sovint, a Europa, als Estats Units i generalment en les regions en què les necessitats de carburants són elevades, l'estructura de les refineries és complexa. En canvi, en països menys desenvolupats com alguns d'Àfrica aquesta estructura és força simple.
En els països que en disposen, les refineries s'ubiquen preferentment a les costes, per estalviar despeses de transport i construcció d'oleoductes. A Espanya hi ha només una refineria d'interior, la de Puertollano, que es va construir per reconvertir l'anterior indústria de pissarres bituminoses en refineria de petroli després de la Guerra Civil. A Extremadura s'ha originat una polèmica pel projecte de construir una segona refineria d'interior a la comarca de Tierra de Barros, de la província de Badajoz.
Segons el nombre d'unitats de tractament del petroli cru i llur naturalesa, es parla de refineries simples o complexes.

## Processos de refinat
Les refineries simples, també anomenades de baixa conversió, consten en la seva majoria de les unitats de:
- Destil·lació atmosfèrica (topping),
- Destil·lació al buit,
- Planta de gas,
- Hidrotractament de la nafta,
- Hidrodessulfuració de querosè i de gasoil,
- Reformat catalític.

El següent esquema representa una columna de destil·lació

No obstant això, a més de les unitats abans esmentades, les refineries complexes poden tenir altres unitats com ara:
- Hidrocraqueig
- Craqueig catalític fluïditzat (FFC Fluid Catalytic Cracking),
- Viscorreducció (visbreaking),
- Isomerització,
- Alquilació,
- Craqueig amb vapor (steam cracking),
- Bufat de betums,
- Coquització (coking).

En aquest cas, es diu que es tracta de conversió profunda (deep conversion). Aquestes tècniques són cada vegada més utilitzades a causa de l'evolució del mercat. Els crus disponibles tendeixen a ser cada vegada més pesats mentre que la demanda s'orienta cap al "pic del barril": el mercat de fuels pesants es redueix (en part perquè sovint són reemplaçats pel gas natural) mentre que el consum de carburants per a automòbil no para de créixer.

## Tipus de cru
El petroli cru comprat en qualsevol dels mercats mundials ha de respondre més o menys a les necessitats de la refineria. Aquest cru, com ha estat dit anteriorment, és una barreja de centenars de productes diferents, que van des del gas metà fins al residu bituminós, amb unes característiques físico-químiques diferents. El petroli tal com s'extreu de la litosfera no es pot utilitzar pràcticament en cap aplicació. Les unitats de tractament no sempre estan adaptades per tractar tota mena de cru.
Hi ha diferents tipus de crus en funció dels seus components principals i del seu contingut en sofre:
- Parafínics,
- Naftènics,
- Aromàtics,
- De molt baix contingut en sofre,
- De baix contingut en sofre,
- De contingut mitjà en sofre,
- D'alt contingut en sofre,
- De molt alt contingut en sofre.

## Procés
El petroli, un cop a la refineria, és emmagatzemat en dipòsits de grans dimensions, separant generalment els crus en funció del seu contingut en sofre, igual que en els processos de tractament. En funció de la demanda del mercat en un moment donat es tracta primer el cru de baix contingut en sofre, abans de passar a tractar el cru d'alt contingut en sofre per evitar la contaminació dels productes sortits de cada tipus de cru. En el cas invers, els productes provinents del tractament del cru de baix contingut en sofre són dirigits en cas necessari cap a dipòsits d'emmagatzematge de productes d'alt contingut en sofre durant algunes hores, per a ser tractats més tard.
La primera etapa de la refinació és la destil·lació atmosfèrica. Es realitza en una torre com la descrita anteriorment, on el cap té una pressió lleugerament superior a l'atmosfèrica. D'ella es treuen quatre extraccions, el "tall" ve determinat per un interval de temperatures, i una sortida de gasos per cap. En general, solen ser:
- 4a Extracció: Gasoils molt pesats
- 3a Extracció: Gasoils comuns.
- 2a extracció: Querosens.
- 1a extracció: naftes pesades i lleugeres.
- Gasos de cap: Butà, propà, età i metà.

En el fons de la torre queda un residu del cru que no destil·la, al qual comunament s'anomena RA (residu atmosfèric).